# Frank Costello
Frank Costello, pseudonimo di Francesco Castiglia (Cassano all'Ionio, 26 gennaio 1891 – New York, 18 febbraio 1973), è stato un mafioso italiano naturalizzato statunitense legato a Cosa nostra statunitense, soprannominato «primo ministro della malavita» dalla stampa statunitense.

## Biografia
Nato a Lauropoli di Cassano all'Ionio, da bambino Costello emigrò negli Stati Uniti d'America con la madre e la sorella per unirsi al padre Luigi, che si era trasferito a New York prima di loro, e tutta la famiglia si stabilì nel quartiere di East Harlem. Fu qui che egli entrò in contatto con piccole bande di microcriminalità minorile, venendo arrestato una prima volta nel 1908 per aggressione e rapina, ma fu rilasciato perché le accuse furono ritirate; nel 1912 venne nuovamente arrestato per rapina ma le accuse decaddero e tornò in libertà. Castiglia disse alla polizia di chiamarsi Frank Costello, nel tentativo di nascondere che era già stato arrestato.
Nel marzo 1915 Costello venne arrestato per possesso illegale di un'arma e condannato a undici mesi di carcere. Dopo la sua scarcerazione, Costello sposò una ragazza ebrea di nome Lauretta Giegerman ed entrò in
contatto con i gangster Lucky Luciano, Meyer Lansky e Joe Adonis, iniziando così ad occuparsi del gioco d'azzardo e dello sfruttamento della prostituzione a Manhattan. Nel 1919 Costello, insieme con il suo socio Henry Horowitz, creò la Horowitz Novelty Company, una società per la produzione di bambole di plastica e lamette da barba che in realtà serviva principalmente per produrre slot-machines destinate alle bische
Nel 1920 Costello passò al servizio del gangster ebreo Arnold Rothstein insieme a Lucky Luciano, Al Capone, Meyer Lansky, Bugsy Siegel, Dutch Schultz e Jack "Legs" Diamond, con cui si occupò del contrabbando di alcolici e stupefacenti. Nel 1924 Costello si associò anche ai gangster Owney Madden e William Dwyer, che guidavano una banda criminale irlandese nel quartiere di Hell's Kitchen. Fu in questo periodo che Costello divenne noto come «primo ministro della malavita» per via dei suoi legami politici con la Tammany Hall, l'organizzazione del partito democratico a New York, con cui assicurava protezione politica alle sue attività illecite e a quelle dei suoi soci. Nel maggio 1929 Costello, insieme a Luciano e a Joe Adonis, era presente ad un incontro ad Atlantic City, a cui parteciparono gangster italiani ed ebrei, che concordarono strategie comuni per una divisione del contrabbando di alcolici e gettarono le basi per la creazione di un «Sindacato nazionale del crimine». 
Viene segnalato nei registri dalla Federal Bureau of Investigation  un viaggio di Costello in Italia nel giugno 1932, il quale dopo  aver incontrato a Palermo i capi di Cosa Nostra Calogero Vizzini e Giuseppe Genco Russo, si recò in Calabria, sua terra d'origine, dove incontrò alcuni mafiosi nella città di Palmi convocati per un incontro, capeggiati dall'allora boss palmese Santo Corio, per accordarsi sulla spedizione di melassa prodotta legalmente in Italia e che serviva per la produzione di alcolici alla famiglia Luciano a New York.
Nel 1932, dopo l'uccisione dei boss Joe Masseria e Salvatore Maranzano, Costello divenne il collaboratore più stretto di Lucky Luciano, che lo affiliò nella sua nuova «Famiglia», nominandolo consigliere e affidandogli il controllo del gioco d'azzardo a Manhattan; nel 1933 però Fiorello La Guardia, neoeletto sindaco di New York, applicò un giro di vite al gioco d'azzardo, facendo sequestrare e distruggere gran parte delle slot-machines di Costello, il quale le trasferì a New Orleans con l'approvazione di Carlos Marcello, boss mafioso locale, e con la corruzione di Huey P. Long, governatore della Louisiana.
Nel 1936 Luciano venne arrestato per sfruttamento della prostituzione e condannato dai trenta ai cinquant'anni di carcere, continuando a gestire la sua Famiglia anche dalla prigione attraverso il suo luogotenente Vito Genovese; però nel 1937 Genovese dovette fuggire dagli Stati Uniti per evitare un'accusa di omicidio e così Costello divenne il nuovo capo effettivo e supervisore degli interessi di Luciano: grazie all'appoggio di Joe Adonis, Anthony Carfano e Michael Coppola, capidecina della Famiglia a lui fedeli, Costello controllava le slot-machines a New Orleans e in Florida attraverso Carlos Marcello e Meyer Lansky e altri racket a Los Angeles attraverso il gangster Bugsy Siegel. Infine nel 1946 Luciano venne espulso dagli Stati Uniti e così Costello divenne il boss della Famiglia, nominando il cugino Willie Moretti vicecapo.
Nel 1951 Costello venne interrogato dalla commissione d'inchiesta sul crimine organizzato negli Stati Uniti del senatore Estes Kefauver, le cui udienze andarono in onda alla televisione; nello stesso anno però Willie Moretti venne assassinato su ordine della «Commissione» perché si diceva stesse parlando troppo dinanzi alla Commissione Kefauver; in realtà l'omicidio venne istigato da Vito Genovese, che aveva deciso di ristabilire il suo dominio in seno alla Famiglia danneggiando Costello. Rifiutandosi di rispondere ad alcune domande della Commissione Kefauver, Costello venne accusato di oltraggio alla corte e condannato a diciotto mesi di carcere; nel 1954 venne condannato a cinque anni per evasione fiscale, scontando però solo un anno perché la sentenza venne annullata. Nel 1957 Costello venne nuovamente arrestato per evasione fiscale ma venne scarcerato su cauzione; però il 2 maggio 1957 subì un agguato da parte di Vincent Gigante, killer di Genovese, che gli sparò alla testa mentre camminava verso l'ascensore nell'atrio del suo appartamento di Manhattan: Costello riuscì a salvarsi perché venne colpito di striscio e decise di cedere il comando della sua Famiglia a Genovese, ritirandosi a vita privata.
Frank Costello morì il 18 febbraio 1973 per un attacco cardiaco all'età di 82 anni.